# Aleksandar Anđelić
Aleksandar Anđelić (tudi Alex Andjelic), srbsko-nizozemski hokejist in hokejski trener, * 16. oktober 1940, Beograd, † 24. marec 2021.
Anđelić je bil dolgoletni hokejist kluba HK Partizan Beograd. Za jugoslovansko reprezentanco je nastopil na Olimpijskih igrah 1964 v Innsbrucku, skupno pa je odigral več kot štirideset reprezentančnih tekem. 
V sezoni 1967/68 je igral v nizozemski ligi za klub 's-Hertogenbosch Red Eagles, v sezoni 1968/69 pa za Nijmegen Tigers, kjer je po končani hokejski karieri deloval kot trener, najprej za mlade selekcije, kasneje pa se je uveljavil kot eden najbolj spoštovanih hokejskih trenerjev na Nizozemskem. Pod njegovim vodstvom so se uveljavili znani nizozemski hokejisti, kot so Ben Tijnagel, Robert Herckenrath, Jan Bruysten, Robbert Prick, Van Wely, Henri Stoer in Frank Janssen. V klubu je ostal do leta 1985, za tem pa je še nekajkrat pomagal klubu pri izhodu iz težav. V nizozemski ligi je vodil še klube Heerenveen Flyers, Rotterdam Panda's, Tigers Amsterdam in IJHC Den Bosch, v švicarski ligi EHC Chur in Rapperswil-Jona Lakers ter v nemški ligi Schwenninger Wild Wings, Essen Moskitoes, Deggendorfer SC in Grefrather EC. 